# Pine Point (Minnesota)
Pine Point es un lugar designado por el censo ubicado en el condado de Becker en el estado estadounidense de Minnesota. En el Censo de 2010 tenía una población de 338 habitantes y una densidad poblacional de 31,69 personas por km².

## Geografía
Pine Point se encuentra ubicado en las coordenadas 46°59′11″N 95°24′8″O / 46.98639, -95.40222. Según la Oficina del Censo de los Estados Unidos, Pine Point tiene una superficie total de 10.67 km², de la cual 9.32 km² corresponden a tierra firme y (12.65%) 1.35 km² es agua.

## Demografía
Según el censo de 2010, había 338 personas residiendo en Pine Point. La densidad de población era de 31,69 hab./km². De los 338 habitantes, Pine Point estaba compuesto por el 3.85% blancos, el 0% eran afroamericanos, el 94.97% eran amerindios, el 0% eran asiáticos, el 0% eran isleños del Pacífico, el 0.89% eran de otras razas y el 0.3% pertenecían a dos o más razas. Del total de la población el 1.18% eran hispanos o latinos de cualquier raza.